# جيف وليامز (رجل أعمال)
جيف وليامز (بالإنجليزية: Jeff Williams )‏ (و. 1962  م) هو شخصية أعمال، ومدير العمليات، من الولايات المتحدة، ولد في الولايات المتحدة.

## التعليم
تعلم في جامعة ولاية كارولاينا الشمالية، وFuqua School of Business ‏.